# Hippodrome de Lignières
L'hippodrome de Lignières est un champ de courses hippiques qui se situe en France, dans le Cher, à 45 min de Bourges.

## Historique
Le premier hippodrome a été construit selon les plans de l'architecte Alfred Berruyer en 1879 à la demande du comte Henry, vicomte de Busset, et ses 3 fils Charles, Louis et Georges de Bourbon, afin de  créer une société sportive pour l’élevage des chevaux de guerre et du travail. Puis la société prit le nom des Courses hippiques de Lignières en 1900. L'hippodrome se situait alors sur le site du Moulin Drap. Il a ensuite été transféré dans la Prairie des Bourbon sur le Pôle de l'Âne et du Cheval lors de sa rénovation en 2006,,.
Dès 2008, présence de Zara Phillips, petite fille de la reine Elisabeth II . 

## Informations techniques

### Les installations de galop
La piste de galop en herbe avec corde à gauche possède trois départs en stalle (1 600 m, 2 000 m et 2 400 m). Ses dimensions sont les suivantes : longueur 1 677 m, ligne droite 427 m, ligne d'arrivée 345 m, largeur piste 22 m. Le dénivelé de la piste est de 3%. En plat, la piste peut accueillir un maximum de 18 partants.
Le parcours de cross comporte une piste de cross avec 28 obstacles sur (6 000 m, et une piste de cross avec 22 obstacles sur (4 800 m. Le parcours de steeple propose une  piste de steeple-chase avec 16 obstacles sur (3 600 m et une piste de steeple-chase avec 19 obstacles sur 4 500 m.

### Les installations de trot
La piste de trot est en pouzzolane. Sa corde est à gauche, avec une piste de dégagement. Ses dimensions sont : longueur 1 300,58 m, ligne droite 368 m, ligne d'arrivée 317 m, largeur de la piste 22 m. Le nombre de partants maximum en trot est de 18.

## Services
Un certain nombre de services sont proposés à l'hippodrome de Lignières :
Restaurant panoramique, Buvette, Cafétéria, Boutique, Guichets PMH + 1 PMU, Un hall des paris de 450 m², Parking.

## Activités
Différentes activités peuvent être pratiquées sur le site L'endurance qui est une épreuve où chevaux et cavaliers ont à traverser un parcours en un temps donné.Il y a également du horse-ball, où deux équipes de 4 à 6 équipiers jouent avec un ballon muni de six anses de cuir, le but étant de marquer dans le camp adverse. Il y a aussi le trot attelé qui est un type de sport hippique dans lequel des chevaux trotteurs tractent un sulky, menés par un driver. Les chevaux doivent trotter mais n'ont pas le droit de galoper sous peine de disqualification. Dans cet hippodrome sont organisés les concours complets qui consistent au dressage, au saut d'obstacles et au cross. Les concours complets servent au départ, à l'arrivée des pistes ou encore au départ et à l'arrivée mais les pistes ne sont pas faites pour les parcourir. Et enfin il y a le dressage combiné qui est un parcours de maniabilité avec des figures imposées de dressage évaluées par des juges. 

## Le pôle du cheval et de l'âne
Le pôle du cheval et de l'âne se situe sur le domaine des Amourettes sur la route de la Celle-Condé. L'âne grand noir du Berry y est notamment mis en évidence. C'est un parc dédié au domaine équin sur lequel se situe l'hippodrome de Lignières. Il est la propriété du conseil départemental du Cher. 